# Friedrich Wilhelm von Sommerfeld
Friedrich Wilhelm von Sommerfeld (geb. 20. August 1724; gest. 22. Februar 1796 in Wilkau) war ein preußischer Hauptmann und Landrat.

## Herkunft und Leben

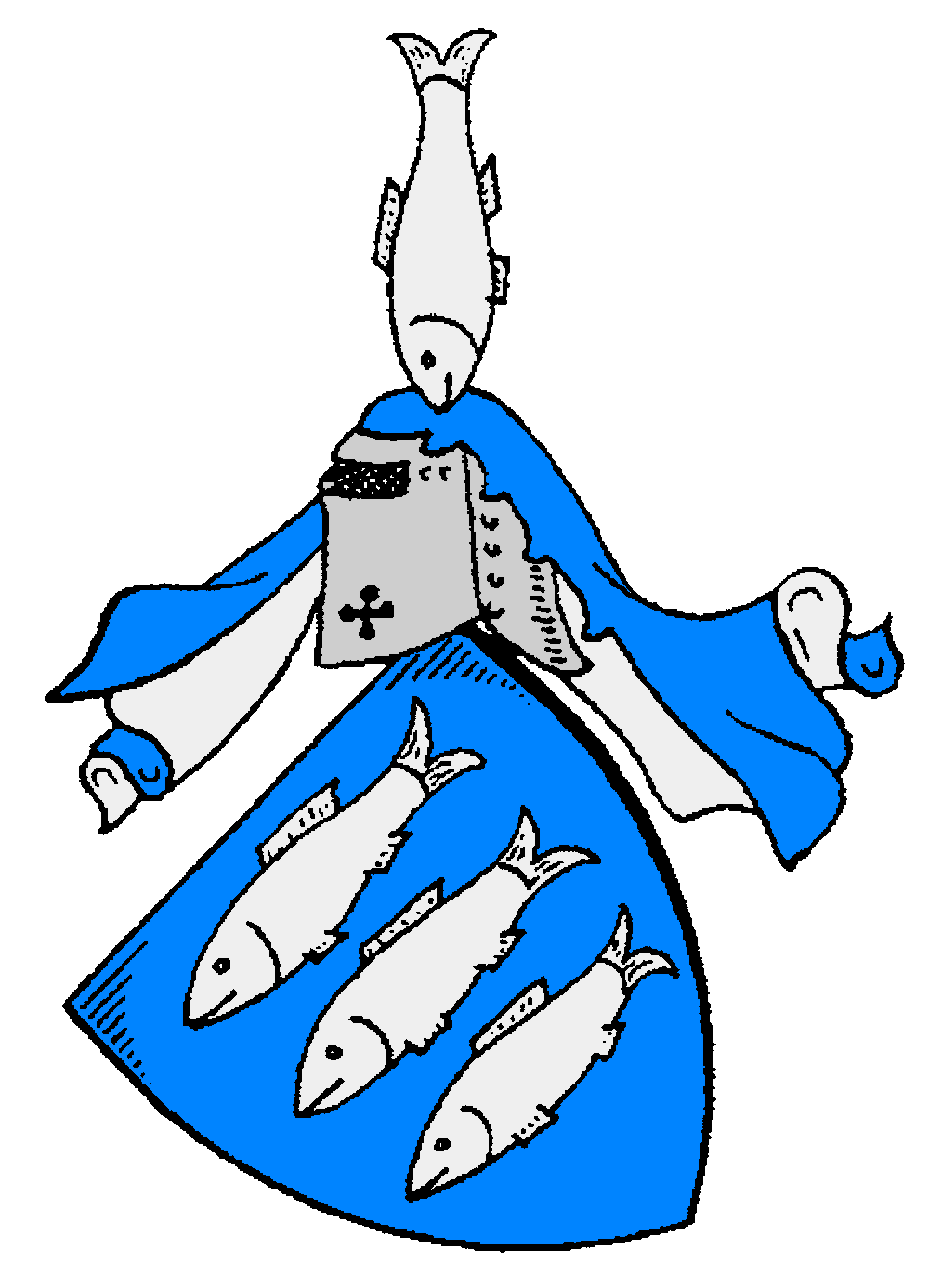
Wappen derer von Sommerfeld

Friedrich Wilhelm von Sommerfeld war Angehöriger des schlesischen Uradelsgeschlechts Sommerfeld. Er war der Sohn von Theodor von Sommerfeld (1673–1753), Erbherr auf Wilkau und Anteil Möstchen, königlich preußischer Justizrat des Kreises Schwiebus und dessen 2. Ehefrau (⚭ 11. April 1722 in Selchow) Helene Luise (1689–1753), verwitwete von Krammensen, geb. von Lohenstein. Friedrich Wilhelm diente zunächst als Page, bevor er in der Preußischen Armee zum Secondlieutenant aufstieg und am 17. Juni 1755 auf sein Ansuchen hin mit dem Charakter eines Hauptmanns verabschiedet wurde. Im Jahr 1757 übernahm er das Gut Wilkau im Wert von 32.000 Talern aus der Erbschaft seines Vaters, dem ein vier Jahre langer Rechtsstreit mit seinem Stiefbruder Ernst Heinrich vorausgegangen war. Nachdem er auch Friedrichswerder übernommen hatte, kam es gegen Ende des Siebenjährigen Kriegs zu einem Brand auf dem Gut Wilkau. Infolge der stetig gewachsenen Schulden bat er schließlich im Dezember 1767 um ein Moratorium. Bereits in diesem Jahr, so wie später bis 1781 amtierte er als Kreisdeputierter. Im Oktober des Jahres 1784 wurde er zum Nachfolger von Maximilian von Troschke als Landrat des Kreises Schwiebus ernannt. Das Amt als Landrat übte er bis zu dem von ihm gewünschten Abschied im September 1791 aus, Nachfolger wurde sein Sohn Ernst Wilhelm Leopold von Sommerfeld (1758–1825).

## Familie
Friedrich Wilhelm von Sommerfeld war zwei Mal verheiratet und hatte insgesamt 11 Kinder. In erster Ehe war er seit dem 8. Januar 1756 mit Helene Charlotte von Pförtner (1732–1764) verheiratet. In zweiter Ehe vermählte er sich am 12. Februar 1765 mit Johanne Friederike Juliane von Schkopp (1737–1786) aus dem Hause Ottendorf.